# 勾引社群
搭讪熟手（英語：Pickup artist，縮寫作PUA，直译为“搭讪艺术家”），或自稱約會教練、勾引社群（seduction community）、泡妹学、把妹达人等，是一種以男性為主要參與者及視角中心的活動，其目標是誘惑女性並與之發生性關係。該類社群透過網際網路及實體俱樂部進行運作。在其中，參與者經常透過針對性的運用各種行為和心理方法，並經常致力於爭取來自陌生人（主要是女性）在亲密关系方面的許諾。
随着該類文化的变迁，PUA的定义已从简单的搭讪，扩展到整个两性交往流程。主要涉及：搭讪（初识）、吸引（互动）、建立联系、升级关系、直到发生亲密接触并确定两性关系。另一方面不單是指兩性騷擾上，這類技術也用在形容職場上、團體朋友、人際關係、家族長輩之間等等，也因為意思與場景還被延伸，故現在中文提及PUA這一詞彙，還有個新的意思是泛指各種情緒調動手法。
“誘惑科學”的興起，被歸因於現代形式的約會和兩性之間的社會規範。 媒體評論員經常將該類活動描述為性別歧視或女性貶抑；社會心理學家羅爾夫·波爾 (Rolf Pohl) 將之描述為一個貶抑女性且「倒退」的類宗教社群。 這類活動被歸類於反女權主義範疇的一部份。

## 沿革
泡妹学可以追溯到1970年，当时 Eric Weber写了一本书《泡妞攻略》（英語：《How To Pick Up Girls!》），被认为是泡妹学鼻祖。这一阶段，还有心理治疗师Albert Ellis 写了《情色诱惑的技巧》。但这一阶段，只有零星的独立作者和泡妞导师，并没有形成社群。
20世纪80年代后期，Ross Jeffries出版了关于泡妞技巧的短篇小说《如何睡你想睡的女人》。1994年，Ross Jeffries的学生刘易斯· 德佩恩创立了新闻组 alt .seduction.fast（ASF），标志着勾引社群形成——一个以互联网论坛，电子邮件，博客，社交媒体组成的网络。

## 媒体报道
在华语社会，最先把PUA引入的是留学生。部分留学生翻译了Neil Strauss的《把妹達人》，并将其引入华语地区。早期，该社群只是分享男性如何通过技巧和心理学应用，去接近、搭讪自己喜欢的人，但后来逐渐演化成骗色、骗财的手段。
同时大量的PUA组织自称恋爱导师，开始招生，学费高昂。

## 泡学
泡学其本义是帮助那些因为腼腆或者缺乏经验的人，能尽快掌握如何与心仪异性建立亲密关系的人际交往技术。但是随着泡学的商业化，大量不怀好意的pua组织开始以此敛财。泡学渐渐从搭讪技巧变成诈骗入门指南，由此也在社会上形成了鄙夷厌弃pua的风气，并逐渐形成共识。

## 各地情况

### 中国大陆
在2000年代初，PUA的概念傳入了中國。PUA在中國的網路媒體（例如：微博、人人網等）上興起，有教授如何成為PUA的課程，並持續地商業化。

### 台灣
2023年6月，台灣作家何則文遭控以PUA手法性侵2名男子，於臉書上宣布離開公眾視野，在台灣網路圈掀起對PUA的討論。

## 另見
- 煤气灯效应
- 泡妞
- 人類擇偶策略
- 約會